# Peter Johnston
Peter Johnston é o ex-governador da colónia britânica de Anguilla. Esteve no governo de Fevereiro de 2000 até  29 de Abril de 2004..
1. ↑  «A Big Leap Forward Protecting The Borders Of Anguilla». The Anguillian. 3 de dezembro de 2004. Consultado em 25 de setembro de 2010. Cópia arquivada em 7 de julho de 2011